# Dan O'Bannon
Daniel Thomas (Dan) O'Bannon (Saint Louis (Missouri), 30 september 1946 - Los Angeles (Californië), 17 december 2009) was een Amerikaans scenarioschrijver en filmregisseur van sciencefiction- en horrorfilms.
Hij werd bij het grote publiek bekend in 1979, na het succes van de film Alien van Ridley Scott, waarvoor hij samen met zijn vriend Ronald Shusett het scenario had geschreven. Enkele jaren eerder, in 1975, had hij al de gelegenheid gehad zijn creatieve ideeën te gebruiken bij het schrijven van het scenario van de strip The Long Tomorrow, getekend door Mœbius.

## Filmografie

### Als scenarioschrijver
- 1974: Dark Star, van John Carpenter
- 1979: Alien, van Ridley Scott
- 1981: Dead & Buried, van Gary Sherman
- 1981: Heavy Metal, van Gerald Potterton en Jimmy T. Murakami (delen Soft Landing en B-17)
- 1983: Blue Thunder, van John Badham
- 1985: The Return of the Living Dead van hemzelf
- 1985: Lifeforce, van Tobe Hooper
- 1986: Invaders from Mars, van Tobe Hooper
- 1990: Total Recall, van Paul Verhoeven
- 1992: Alien³, van David Fincher
- 1995: Screamers, van Christian Duguay
- 1997: Bleeders, van Peter Svatek
- 1997: Alien: Resurrection, van Jean-Pierre Jeunet

### Animatie en visuele effecten
- 1974: Dark Star, van John Carpenter

### Als regisseur
- 1985: The Return of the Living Dead

### Als acteur
- 1974: Dark Star, van John Carpenter

### Als editor
- 1974: Dark Star, van John Carpenter

## Als stripscenarioschrijver
- 1976: L'Homme est-il bon ? (tekeningen van Mœbius)
- 1976: The Long Tomorrow  (tekeningen van Mœbius)

- Biblioteca Nacional de España: XX1308624
- Bibliothèque nationale de France: cb12628787n (data)
- Gemeinsame Normdatei: 138149380
- International Standard Name Identifier: 0000 0001 0883 7030
- Library of Congress Control Number: n79074132
- Nationale Bibliotheek van Letland: 000351336
- Bibliotheek van het Japanse parlement: 00744836
- Nationale Bibliotheek van Tsjechië: xx0067082
- Nationale Bibliotheek van Israël: 987007437396005171
- Nederlandse Thesaurus van Auteursnamen: 070759189
- SNAC: w6wd58r3
- Système universitaire de documentation: 072284234
- Virtual International Authority File: 29653412
- WorldCat: E39PBJfcHwdm96tpq3yTjgFHYP